# Рог (Урицкий район)
Рог — деревня в Урицком районе Орловской области России.
Входит в состав Архангельского сельского поселения.

## География
Расположена вдоль реки Орлица западнее деревни Озерово. На западе граничит с деревней Круглица.
В Рогу имеется одна улица — Зелёная, проходящая по обеим сторонам реки через мост. Через деревню проходят просёлочные дороги.

## Население
| 2010 |
| ---- |
| 5    |